# Simontjärnen
Simontjärnen är en sjö i Överkalix kommun i Norrbotten och ingår i Vitåns huvudavrinningsområde.